# Nos années pension
 (avril 2022).
Si vous disposez d'ouvrages ou d'articles de référence ou si vous connaissez des sites web de qualité traitant du thème abordé ici, merci de compléter l'article en donnant les références utiles à sa vérifiabilité et en les liant à la section « Notes et références ».
Nos années pension est une série télévisée française en 104 épisodes de 26 minutes créée par Cristina Arellano et Sylvie Coquart, diffusée entre le 17 février 2007 et le 30 juin 2010 sur France 2. Le réalisateur Vincent Sacripanti a mis en place les trois premiers épisodes de la saison 1 (casting, équipe technique, grammaire visuelle et supervision musicale).
Elle est ensuite diffusée puis rediffusée en France sur France 4, MCM, Game One, Nickelodeon et France Ô. En Belgique, la série est diffusée sur La Une et La Deux, et au Québec à partir du 28 juin 2008 sur TV5 Québec Canada.
Nos années pension attire plus de 750 000 téléspectateurs chaque semaine, pour chaque diffusion originale des épisodes et ce durant les trois saisons[réf. nécessaire]. Un réel succès pour une série diffusée alors dans l'émission jeunesse KD2A.
La quatrième saison s'est achevée le 30 juin 2010 avec l'épisode 26, ce qui a mis définitivement un terme à la série. La saison quatre avait marqué un tournant dans la série car le casting de la série avait été, pour la plupart, totalement renouvelé. Elle s'était déroulée sans les personnages principaux d'Amel, Morgane, Sam, Milo et Rose. À la suite de cela, les téléspectateurs de la série se sont lassés de cette saison, et les producteurs et scénaristes ont décidé de ne pas poursuivre la série avec une saison 5.

## Synopsis
Nos années pension raconte, comme le titre l'indique, la première expérience en internat, au lycée Saint-Exupéry, de cinq adolescents âgés de 15 à 17 ans. Malgré leurs différences, Rose, la rebelle, Milo, le grand rêveur, Sam, le joyeux luron de la bande, Morgane, la sentimentale, et enfin Amel, la bonne élève, partagent tous la même passion pour la musique. Ils décident très vite de former un groupe. Autour de ce projet commun, ils vont se rapprocher et apprendre à se connaître. Au programme : rires, jalousies, déceptions amoureuses, coups de gueule, premières désillusions… Tous traverseront cette période comme un rite initiatique. Loin de leurs familles, ils devront tout partager et s'adapter aux règles parfois strictes de l'internat.

## Fiche technique
- Titre original : Nos années pension
- Autre titre francophone : Saint-Ex, nos années pension (saison 1 uniquement)
- Créé par : Cristina Arellano et Sylvie Coquart
- Réalisation : Jeanne Gottesdiener (saison1), Pierre-Yves Touzot, Alain Rudaz, Vincent Sacripanti
- Scénario : Sylvie Coquart, Cristina Arellano, Aude Marcle, Nicolas Robin, Hadrien Soulez Larivière, Hervé Benedetti, David Caryon, Gaëlle Baron, etc.
- Production : Françoise Bertheau-Guillet, Exilène Films
- Productrice exécutive: Nathalie Baehrel
- Musique : Laurent Marimbert et Mirande-ney Morgane (compositeurs), Pascale Baehrel (paroles)
Joséphine Jobert, Lilly-Fleur Pointeaux et Sabine Perraud (interprètes)
- Durée : 26 minutes

## Distribution

### Quelques personnages principaux
- Joséphine Jobert : Amel Habib (saisons 1 à 3 - invitée saison 4)
- Lilly-Fleur Pointeaux : Morgane Bassot (saisons 1 à 3 - invitée saison 4)
- James Champel : Samuel « Sam » Steiner (saisons 1 à 3)
- Igor Mendjisky : Milo Korsan (saisons 1 et 2 - récurrent saison 3)
- Alexandra Naoum : Rose Bercot (saisons 1 et 2 - récurrente saison 3)
- Cathy Verney : Isabelle (saison 1)
- Jean-François Fagour : Sylvain (saison 1)
- Ary Abittan : Alexandre « Bobor » Ganielle (saisons 2 à 4)
- Jina Djemba : Marie-Pierre « Mapy » (saison 2)
- Sabine Perraud : Zoé Petit (saisons 3 et 4)
- Marie Réache : La Directrice (saison 4 - récurrente saison 3)

### Quelques personnages secondaires
- Pierre-Antoine Damecour : Erwann
- Nicolas Robin : Roméo Delbec
- Olivier Granier : Le prof de Musique
- Géraldine Martineau : Gaëlle
- Alexandra Gonin : Madame Bassot
- Frédéric Haddou : Monsieur Habib
- Chloé Dumas : Fanny
- Michel Reynaud : Le Producteur du studio d'enregistrement
- Éric Soubelet : Le prof d'Anglais

## Épisodes
| Saison | Épisodes | Diffusion originale | Diffusion originale |
| Saison | Épisodes | Premier épisode     | Dernier épisode     |
| ------ | -------- | ------------------- | ------------------- |
| 1      | 26       | 17 février 2007     | 31 mars 2007        |
| 2      | 26       | 14 avril 2008       | 28 juin 2008        |
| 3      | 26       | 21 février 2009     | 30 mai 2009         |
| 4      | 26       | 24 février 2010     | 30 juin 2010        |

## Discographie
Les bandes originales de la série sont interprétées par Joséphine Jobert et Lilly-Fleur Pointeaux qui sont également, dans la série, les interprètes des chansons. À la suite du scénario de la saison 3, Sabine Perraud interprète également quelques chansons. 

### Les "Five Only", le groupe fictif de la série
Le groupe qu'ils ont formé s'appelle Five Only. C'est un groupe fictif.

### Albums
Le premier album, Nos années pension, représente la bande originale de la saison 1. Il est paru en mars 2007, sous forme de CD. 
Le second album, Nos années pensions 2, et le troisième album, Nos années pensions, Saison 3 (bande originale de la série télévisée), représentent respectivement les bandes originales des saisons 2 et 3 de la série. Elles sont seulement parues sur internet, sous forme de téléchargement légal.

### Singles
- 2007 : Pour la vie

## Diffusions
| Pays     | Langues  | Chaînes     | Diffusion de la série depuis |
| -------- | -------- | ----------- | ---------------------------- |
| France   | Français | France 2    | 2007                         |
| France   | Français | France 4    | 2009                         |
| France   | Français | France Ô    | 2011                         |
| France   | Français | MCM         | 2007                         |
| France   | Français | Game One    | 2008                         |
| Belgique | Français | La Une      | 2007                         |
| Belgique | Français | La Deux     | 2007                         |
| Monde    | Français | TV5 Monde   | ?                            |
| Monde    | Français | Nickelodeon | ?                            |

## Audiences sur France 2

### Premiers succès
Nos années pension devient très vite la nouvelle série phare de France 2, surtout pour les ados. 
Elle devient par la suite un véritable phénomène. La série atteint 44 % de parts de marché le samedi de la première diffusion. Puis entre 33 % et 35 % de parts de marché pendant toute la saison 1. Devant le succès, TF1 a déprogrammé la série Beverly Hills pour contrer Nos années pension.[réf. nécessaire]

### Succès à long terme
Devant le succès, France 2 a décidé de reprogrammer la première saison dès les vacances de Pâques 2007. Puis le succès se confirma, la saison 2 arriva sur France 2, avec toujours des scores d'audience incroyables pour une série pour ados. La saison 3 eut également le succès attendu, comme les deux premières saisons, avec des audiences toujours en hausse.

## Commentaires

### Tournage
Il fallait compter six semaines pour tourner les 26 épisodes d'une saison ; 4 épisodes étaient tournés en 5 jours. Mais avant de commencer le tournage, Joséphine Jobert et Lilly-Fleur Pointeaux devaient passer seulement 3 jours en studio pour enregistrer les sept chansons d'une saison
.